# Cap Diamant

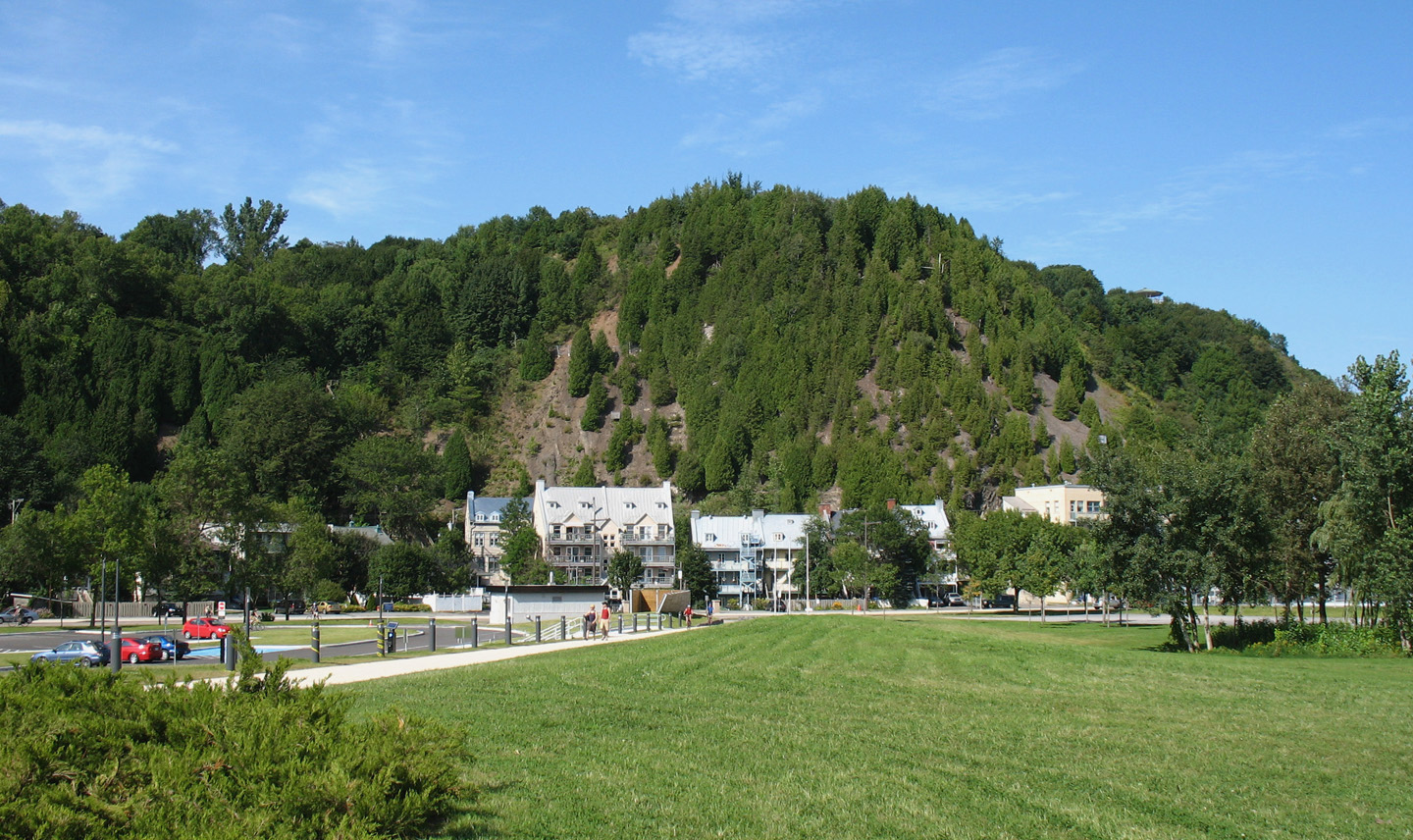
Cap Diamant

Cap Diamant ist die Bezeichnung für eine Landspitze im Zentrum der kanadischen Stadt Québec. Sie wird gebildet durch den Sankt-Lorenz-Strom im Osten und Süden sowie durch dessen Nebenfluss Rivière Saint-Charles im Norden. Cap Diamant ist gleichzeitig das östliche Ende der Colline de Québec, einem Hochplateau, auf dem sich der obere Teil der Altstadt von Québec befindet.

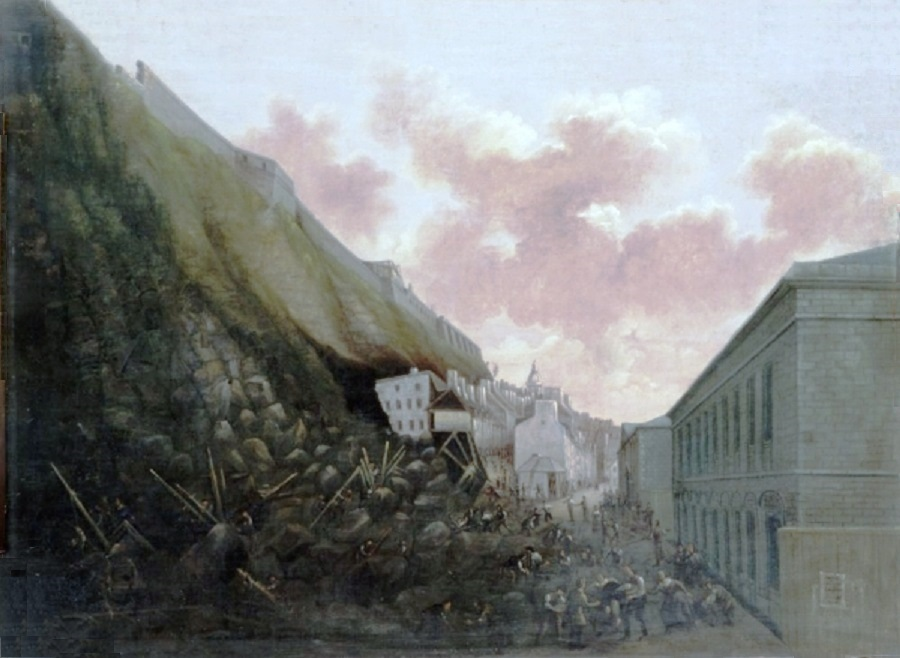
Joseph Légaré: Der Felssturz von Cap-Diamant (1841)

Der französische Seefahrer Jacques Cartier fand 1541 während seiner dritten Expedition nach Nordamerika an den Steilhängen von Cap Diamant glitzernde Steine, die er für Diamanten hielt. Er nahm Muster nach Frankreich mit, um sie untersuchen zu lassen. Dort stellten sie sich als wertloser Quarz heraus. Daraus entstand das französische Sprichwort Faux comme un diamant du Canada („falsch wie ein Diamant aus Kanada“).
1759 kletterten britische Truppen unter dem Kommando von James Wolfe den Cap Diamant in Richtung Abraham-Ebene hinauf, um die Stadt einzunehmen.
1841 und 1889 kam es nach schweren Regenfällen zu großen Felsstürzen. 1889 starben dabei 43 Menschen.